# Сосновка (Череповецкий район)
Сосновка — посёлок в Череповецком районе Вологодской области.
Входит в состав Коротовского сельского поселения, с точки зрения административно-территориального деления — центр Коротовского сельсовета.
Расстояние до районного центра Череповца по автодороге — 69 км, до центра муниципального образования Коротово по прямой — 1,5 км. Ближайшие населённые пункты — Клопузово, Коротово, Анфалово, Паршино.
По переписи 2002 года население — 278 человек (116 мужчин, 162 женщины). Всё население — русские.